# Franchot Tone
Franchot Tone, nome completo Stanislaus Pascal Franchot Tone (Niagara Falls, 27 febbraio 1905 – New York, 18 settembre 1968), è stato un attore statunitense.

## Biografia
Nacque a Niagara Falls, nello stato di New York, da Frank Jerome Tone, presidente della Carborundum Company (produttrice del carborundum o carburo di silicio) e Gertrude Franchot.
A differenza di suo fratello maggiore Jerry, Tone non manifestò interesse per gli affari e per una carriera nell'impresa industriale di famiglia, preferendo seguire la propria vocazione artistica e dedicarsi alla recitazione teatrale. Durante gli studi presso la Cornell University fu infatti il presidente del Club Drammatico di quell'ateneo e, dopo la laurea, si trasferì nel Greenwich Village e ottenne il primo ruolo a Broadway nel 1929, nella produzione di Katharine Cornell tratta dall'opera L'età dell'innocenza.
L'anno seguente si unì al Theatre Guild e in seguito divenne uno dei membri fondatori del celebre Group Theatre, il collettivo teatrale che sarebbe poi divenuto l'Actor's Studio, assieme a Harold Clurman, Cheryl Crawford, Lee Strasberg, Stella Adler, Clifford Odets e altri. Questi furono per lui anni intensi e produttivi: tra gli allestimenti teatrali del Gruppo si possono ricordare Green Grow the Lilacs (in seguito divenuto il famoso musical Oklahoma!) (1931), 1931 (1931), e Success Story (1932), tutte produzioni grazie alle quali Tone venne universalmente considerato dai critici come uno degli attori più promettenti della sua generazione.

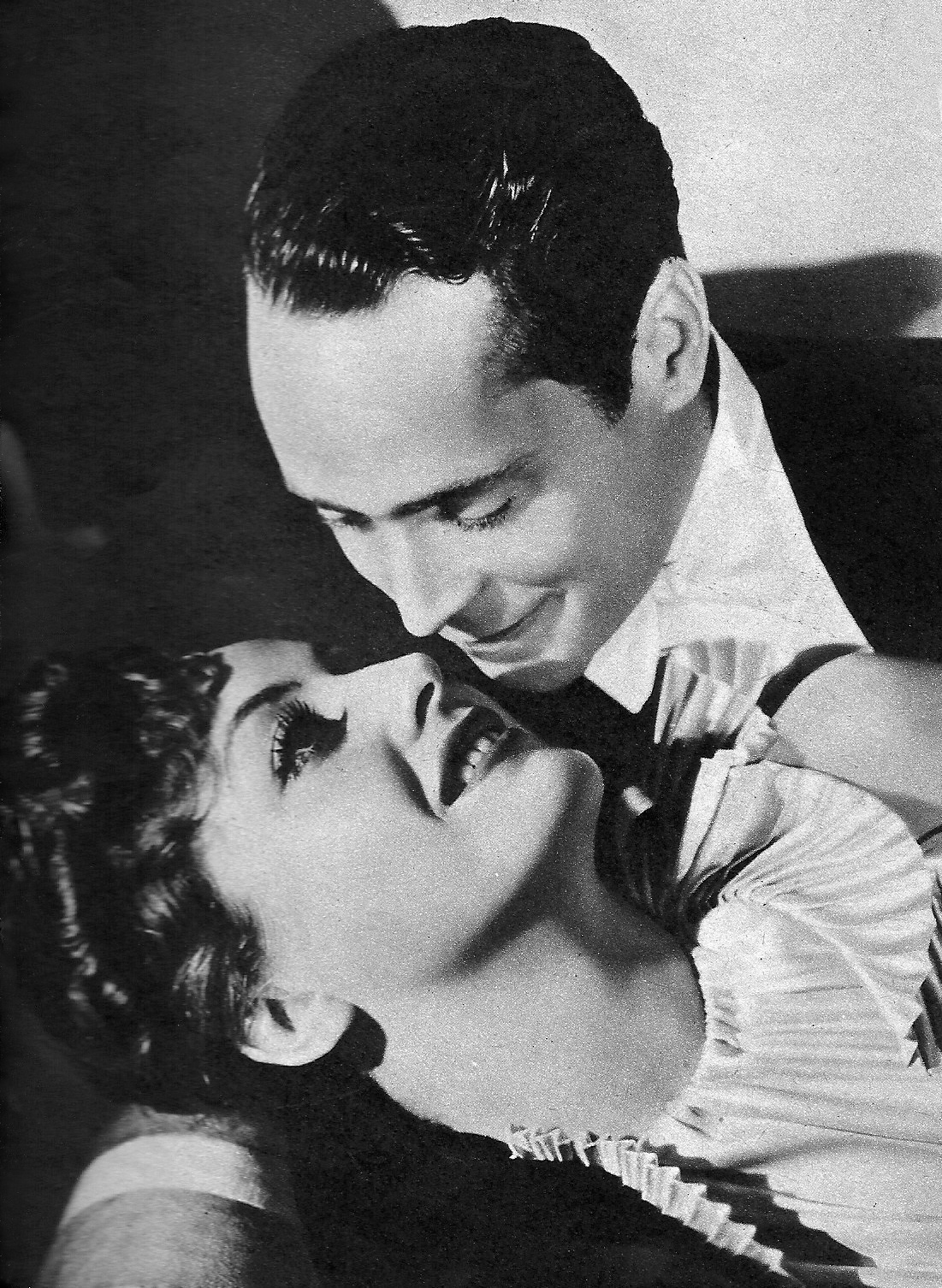
Con Joan Crawford nel film La danza di Venere (1933)

Quello stesso anno, tuttavia, Tone fu il primo del gruppo a voltare le spalle al teatro e a tentare la via di Hollywood, quando la Metro-Goldwyn-Mayer gli offrì un contratto; ciò nonostante, egli manifestò sempre una maggior considerazione nei confronti del teatro, ricordando con nostalgia gli anni passati sul palcoscenico (ed effettivamente, dopo gli anni quaranta, egli tornò sporadicamente sulle scene).
Il suo debutto sul grande schermo fu nel film Il sesso più astuto (1932), ma la celebrità giunse l'anno successivo, quando comparve in ben sette film, tra cui Rivalità eroica (1933), da una sceneggiatura di William Faulkner, sul set del quale incontrò per la prima volta la sua futura moglie Joan Crawford, Argento vivo (1933), con Jean Harlow (con la quale recitò in altri tre film), e la commedia musicale di grande successo La danza di Venere (1933), sempre con la Crawford e con Clark Gable. Nel 1935, probabilmente il suo anno più fortunato, recitò ne La tragedia del Bounty (1935), che gli fece ottenere una candidatura all'Oscar per il miglior attore protagonista, I lancieri del Bengala (1935) e Paura d'amare (1935), assieme a Bette Davis, con la quale si vociferò avesse una relazione.
Dopo un tormentato corteggiamento, l'11 ottobre 1935 si sposò nel New Jersey con Joan Crawford, ma i due divorziarono nel 1939. Dopo Rivalità eroica e La danza Venere, la coppia comparve insieme in altri cinque film: Sadie McKee (1934), Non più signore (1935), Troppo amata (1936), Amore in corsa (1936) e La sposa vestiva di rosa (1937).
Tone continuò a lavorare assiduamente durante gli anni quaranta, ma senza mai riuscire veramente a sfondare come star di prima grandezza. I ruoli che gli venivano offerti erano prevalentemente quelli di playboy dell'alta società, e ben pochi dei film di questo periodo sono degni di ricordo. L'eccezione è costituita da I cinque segreti del deserto (1943), il terzo film diretto dall'allora giovane regista Billy Wilder, una brillante storia di guerra e di spionaggio, interpretata anche da Erich von Stroheim, nel ruolo del feldmaresciallo tedesco Erwin Rommel, Akim Tamiroff e Peter van Eyck.
Dopo il divorzio da Joan Crawford, Tone si sposò e divorziò altre tre volte: dal 1941 al 1948 con la modella Jean Wallace, divenuta poi attrice, dalla quale ebbe due figli. Dopo il divorzio, lei si risposò con il collega Cornel Wilde. Tone si risposò con l'attrice Barbara Payton (1951-1952); durante il tempestoso fidanzamento, Tone venne aggredito fisicamente dall'amante della Payton, l'attore Tom Neal,venendo ferito seriamente. L'ultimo matrimonio fu con la molto più giovane attrice Dolores Dorn (1956-1959).
Negli anni cinquanta, Tone passò alla televisione e tornò al teatro di Broadway, dove aveva iniziato la carriera. Partecipò al medical drama Ben Casey dal 1965 al 1966 nel ruolo del superiore di Casey. Inoltre, nel 1957 interpretò, diresse e produsse il suo primo film, un adattamento dell'opera teatrale Zio Vanja di Anton Čechov, con l'allora moglie Dolores Dorn.
Morì di cancro ai polmoni nel 1968 a New York, all'età di 63 anni. Secondo una biografia dell'ex moglie Joan Crawford, con la quale era rimasto sempre in buoni rapporti di amicizia, stava nell'appartamento di lei, e la Crawford lo accudiva nonostante a sua volta fosse malata. Una volta, un visitatore chiese chi fosse quell'uomo anziano sulla sedia a rotelle, e Joan replicò: «Quello? È Franchot». Per il suo contributo artistico, Franchot Tone ha una stella sulla Hollywood Walk of Fame, al n. 6558 dell'Hollywood Blvd.

## Filmografia

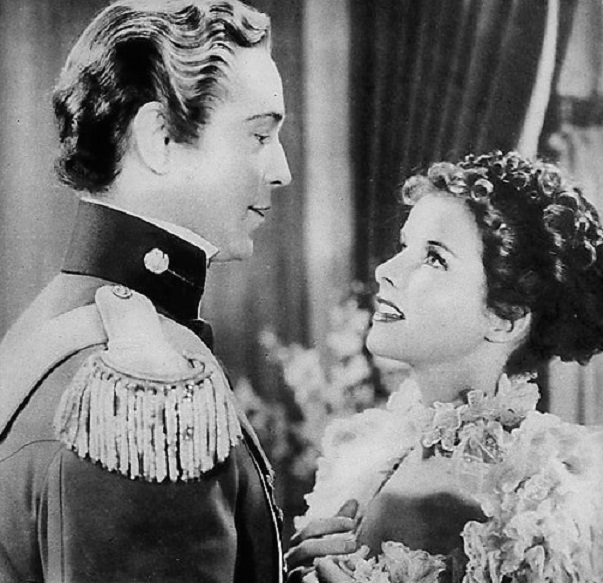
Con Katharine Hepburn in Dolce inganno

### Cinema
- Il sesso più astuto (The Wiser Sex), regia di Berthold Viertel (1932)
- Rivalità eroica (Today We Live), regia di Howard Hawks (1933)
- Gabriel Over the White House, regia di Gregory La Cava (1933)
- Mary a mezzanotte (Midnight Mary), regia di William A. Wellman (1933)
- Il ritorno della straniera (The Stranger's Return), regia di King Vidor (1933)
- Figlia d'arte (Stage Mother), regia di Charles Brabin (1933)
- Argento vivo (Bombshell), regia di Victor Fleming (1933)
- La danza di Venere (Dancing Lady), regia di Robert Z. Leonard (1933)
- La moglie è un'altra cosa (Moulin Rouge), regia di Sidney Lanfield (1934)
- Sadie McKee, regia di Clarence Brown (1934)
- Il mondo va avanti (The World Moves On), regia di John Ford (1934)
- Pura al cento per cento (The Girl from Missouri), regia di Jack Conway (1934)
- Straight Is the Way, regia di Paul Sloane (1934)
- Gentlemen Are Born, regia di Alfred E. Green (1934)
- I lancieri del Bengala (The Lives of a Bengal Lancer), regia di Henry Hathaway (1935)
- Una notte a New York (One New York Night), regia di Jack Conway (1935)
- Tentazione bionda (Reckless), regia di Victor Fleming (1935)
- Non più signore (No More Ladies), regia di Edward H. Griffith (1935)
- La tragedia del Bounty (Mutiny on the Bounty), regia di Frank Lloyd (1935)
- Paura d'amare (Dangerous), regia di Alfred E. Green (1935)
- Fuoco liquido (Exclusive Story), regia di George B. Seitz (1936)
- L'ora misteriosa (The Unguarded Hour), regia di Sam Wood (1936)
- Desiderio di re (The King Steps out), regia di Josef von Sternberg (1936)
- Il mio amore eri tu (Suzy), regia di George Fitzmaurice (1936)
- Troppo amata (The Gorgeous Hussy), regia di Clarence Brown (1936)
- Amore in corsa (Love on the Run), regia di W. S. Van Dyke (1936)
- Dolce inganno (Quality Street), regia di George Stevens (1937)
- They Gave Him a Gun, regia di W. S. Van Dyke (1937)
- Fra due donne (Between Two Women), regia di George B. Seitz (1937)
- La sposa vestiva di rosa (The Bride Wore Red), regia di Dorothy Arzner (1937)
- Man-Proof, regia di Richard Thorpe (1938)
- Love Is a Headache, regia di Richard Thorpe (1938)
- Tre camerati (Three Comrades), regia di Frank Borzage (1938)
- Three Loves Has Nancy, regia di Richard Thorpe (1938)
- The Girl Downstairs, regia di Norman Taurog (1938)
- Fast and Furious, regia di Busby Berkeley (1939)
- La valle dei forti (Trail of the Vigilantes), regia di Allan Dwan (1940)
- Una ragazza per bene (Nice Girl?), regia di William A. Seiter (1941)
- Anime allo specchio (She Knew All the Answers), regia di Richard Wallace (1941)
- L'ultimo duello (This Woman Is Mine), regia di Frank Lloyd (1941)
- The Wife Takes a Flyer, regia di Richard Wallace (1942)
- Signorine, non guardate i marinai (Star Spangled Rhythm), regia di George Marshall e A. Edward Sutherland (1942)
- I cinque segreti del deserto (Five Graves to Cairo), regia di Billy Wilder (1943)
- Pilot #5, regia di George Sidney (1943)
- Le conseguenze di un bacio (His Butler's Sister), regia di Frank Borzage (1943)
- True to Life, regia di George Marshall (1943)
- La donna fantasma (Phantom Lady), regia di Robert Siodmak (1944)
- Un'ora prima dell'alba (The Hour Before the Dawn), regia di Frank Tuttle (1944)
- Acque scure (Dark Waters), regia di André De Toth (1944)
- Stanotte t'ho sognato (That Night with You), regia di William A. Seiter (1945)
- La commedia è finita (Because of Him), regia di Richard Wallace (1946)
- Luna di miele perduta (Lost Honeymoon), regia di Leigh Jason (1947)
- Serenata messicana (Honeymoon), regia di William Keighley (1947)
- Gli affari di suo marito (Her Husband's Affairs), regia di Sylvan Simon (1947)
- Io non t'inganno t'amo! (I Love Trouble), regia di Sylvan Simon (1948)
- Ogni ragazza vuol marito (Every Girl Should Be Married), regia di Don Hartman (1948)
- Jigsaw, regia di Fletcher Markle (1949)
- Without Honor, regia di Irving Pichel (1949)
- L'uomo della Torre Eiffel (The Man on the Eiffel Tower), regia di Burgess Meredith (1949)
- È arrivato lo sposo (Here Comes the Groom), regia di Frank Capra (1951)
- Uncle Vanya, regia di John Goetz e Franchot Tone (1957)
- Tempesta su Washington (Advise & Consent), regia di Otto Preminger (1962)
- La pappa reale (La bonne soupe), regia di Robert Thomas (1964)
- Prima vittoria (In Harm's Way), regia di Otto Preminger (1965)
- Mickey One, regia di Arthur Penn (1965)
- Arrest! (Nobody Runs Forever), regia di Ralph Thomas (1968)

### Televisione
- Lights Out – serie TV, episodio 4x21 (1952)
- The Philip Morris Playhouse – serie TV, episodio 1x04 (1953)
- Climax! – serie TV, episodi 1x05-2x03-4x03 (1954-1957)
- General Electric Theater – serie TV, episodio 4x24 (1956)
- The Alcoa Hour – serie TV, episodi 1x14-2x27 (1956-1957)
- The Kaiser Aluminum Hour – serie TV, episodio 1x15 (1957)
- Pursuit – serie TV, episodio 1x09 (1958)
- Westinghouse Desilu Playhouse – serie TV, episodio 1x09 (1958)
- Alfred Hitchcock presenta (Alfred Hitchcock Presents) – serie TV, episodio 4x28 (1959)
- The DuPont Show of the Month – serie TV, episodio 3x01 (1959)
- Bonanza – serie TV, episodio 2x06 (1960)
- Goodyear Theatre – serie TV, episodio 3x11 (1960)
- Ai confini della realtà (The Twilight Zone) – serie TV, episodio 2x25 (1961)
- Ben Casey – serie TV, 27 episodi (1962-1966)
- Il reporter (The Reporter) – serie TV, episodio 1x07 (1964)
- L'ora di Hitchcock (The Alfred Hitchcock Hour) – serie TV, episodio 3x14 (1965)
- Il virginiano (The Virginian) – serie TV, episodio 3x28 (1965)
- I giorni di Bryan (Run for Your Life) – serie TV, episodio 3x10 (1967)

## Carriera teatrale
- Bycicle Ride to Nevada (1963)
- Strange Interlude (1963)
- Mandingo (1961)
- A Moon for the Misbegotten (1957)
- Oh, Men! Oh, Women (1953)
- Hope for the Best (1945)
- The Fifth Column (1940)
- The Gentle People (1939)
- Success Story (1932)
- A Thousand Summers (1932)
- Night Over Taos (1932)
- 1931 (1931)
- The House of Connelly (1931)
- Green Grow the Lilacs (1931)
- Pagan Lady (1930)
- Hotel Universe (1930)
- Cross Roads (1929)
- Uncle Vanya (1929)
- The Age of Innocence (1929)
- The International (1928)
- Centuries (1927)
- The Belt (1927)

## Doppiatori italiani
- Giulio Panicali in Paura d'amare, Una ragazza per bene?, I cinque segreti del deserto, Le conseguenze di un bacio, La donna fantasma, Un'ora prima dell'alba, Acque scure, La commedia è finita
- Sandro Ruffini in I lancieri del Bengala, Signorine, non guardate i marinai
- Gino Cervi in La danza di Venere
- Adolfo Geri in La tragedia del Bounty (ridoppiaggio 1948)
- Gualtiero De Angelis in È arrivato lo sposo
- Nando Gazzolo in I lancieri del Bengala (ridoppiaggio 1957)
- Sergio Graziani in Tempesta su Washington
- Carlo Buratti in Arrest!
- Paolo Poiret in Dolce inganno (ridoppiaggio 1982)
- Francesco Pannofino in Ogni ragazza vuol marito (ridoppiaggio 1991)

## Riconoscimenti
Premi Oscar 1936 – Candidatura all'Oscar al miglior attore per La tragedia del Bounty